# Marsdenia balansae
Marsdenia balansae är en oleanderväxtart som beskrevs av Henri Ernest Baillon. Marsdenia balansae ingår i släktet Marsdenia och familjen oleanderväxter. Inga underarter finns listade i Catalogue of Life.